# Christian Wilhelm Blomstrand

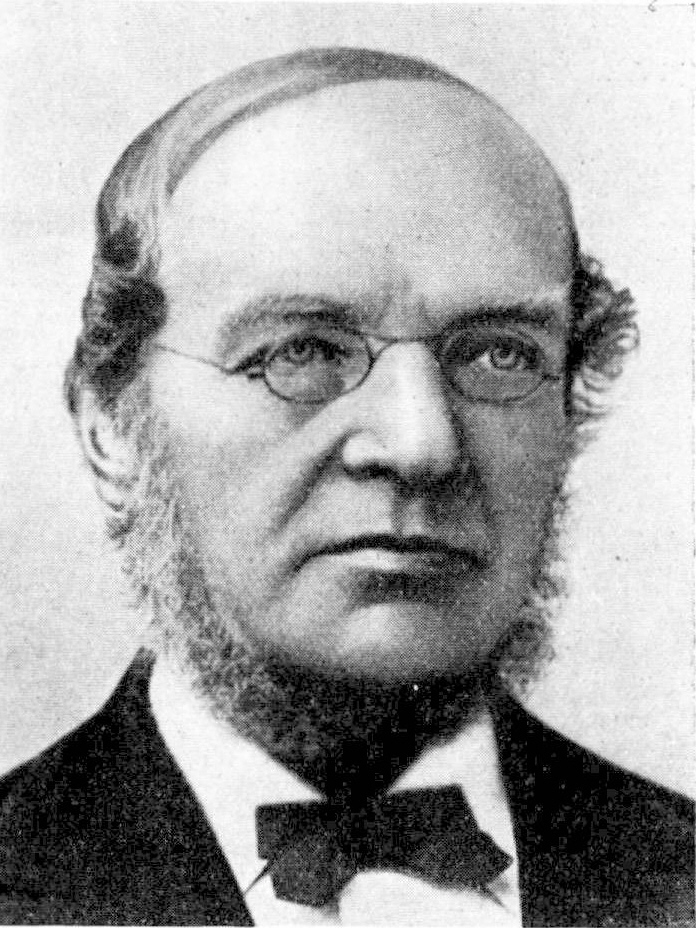
Wilhelm Blomstrand

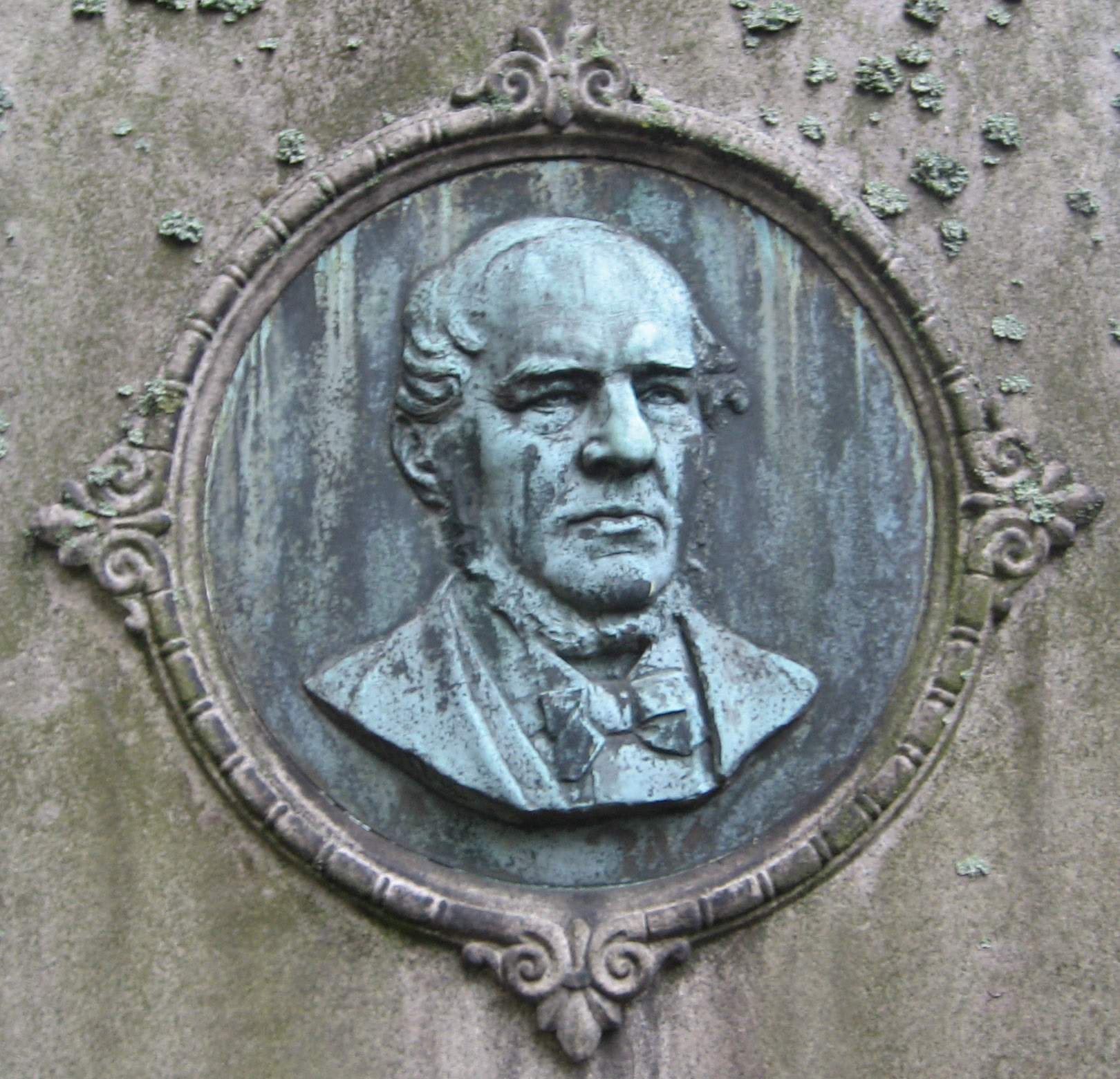
Wilhelm Blomstrand

Christian Wilhelm Blomstrand (Växjö, 20 oktober 1826 – Lund, 5 november 1897) was een Zweeds scheikundige en mineraloog.
Blomstrand werd geboren in Växjö en studeerde scheikunde aan de Universiteit van Lund, waar hij in 1850 zijn doctoraat behaalde. In 1862 werd hij aangesteld tot professor in de scheikunde aan deze universiteit.
Blomstrand werd in 1861 lid van de Koninklijke Zweedse Academie voor Wetenschappen.
- Bibsys: 90678707
- Bibliothèque nationale de France: cb12560352m (data)
- Gemeinsame Normdatei: 115414029
- International Standard Name Identifier: 0000 0001 2138 1701
- Library of Congress Control Number: no2011078291
- Nederlandse Thesaurus van Auteursnamen: 128991240
- LIBRIS: 274208
- Système universitaire de documentation: 034900195
- Virtual International Authority File: 69046378